# ماري هوشينو
ماري هوشينو (باليابانية: 星野真里) هي مغنية وممثلة يابانية، ولدت في 27 يوليو 1981 في اليابان.

## وصلات خارجية
- ماري هوشينو على موقع IMDb (الإنجليزية)
- ماري هوشينو على موقع ألو سيني (الفرنسية)
- ماري هوشينو على موقع ميوزك برينز (الإنجليزية)
- ماري هوشينو على موقع أول موفي (الإنجليزية)
- ماري هوشينو على موقع قاعدة بيانات الفيلم (الإنجليزية)
- ماري هوشينو على موقع كينوبويسك (الروسية)